# Honryō Shinjirō

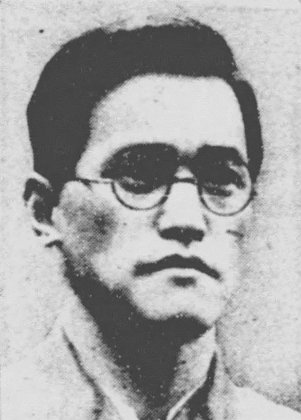
Honryō Shinjirō

Honryō Shinjirō (jap. 本領 信治郎; * 8. Oktober 1903 in Tokio; † 24. Juli 1971) war ein japanischer Politiker, Professor an der Waseda-Universität, Spieler und Trainer des Rugby Klubs dieser Universität.

## Lebenslauf
Honryō Shinjirō besuchte die erste Kyōtoer Handelsschule. Nach dem Schulabschluss ging er in die Waseda-Universität. Er spielte auf der Position des Gedrängehalb in der Rugbymannschaft seiner Universität. Während eines Auswärtsspieles in Australien vom Jahre 1927 war er Mannschaftskapitän. 1928 wurde er zum Trainer der Waseda-Mannschaft. Diesen Beruf übte er zwei Spielsaisonen lang aus.
Nachher war Honryō Shinjirō als Hochschullehrer an der Waseda-Universität tätig. Zu dieser Zeit gewann er die Gunst des nationalistischen japanischen Staatsmannes Nakano Seigō und trat der von ihm angeführten Partei Tōhōkai bei. Honryō Shinjirō war stellvertretender Leiter der Propagandaabteilung (senden-bu) des Amtes für allgemeine Angelegenheiten der Taisei Yokusankai. Nachdem sich Tōhōkai von der Taisei Yokusankai absonderte, nahm Honryō Shinjirō an der Shūgiin-Wahl 1942 teil. Er kandidierte im fünf Mandate starken 5. Wahlkreis Tokio, der die ehemaligen Landkreise Ebara und Toyotama sowie die Izu- und Ogasawara-Inseln umfasste, und gewann mit der dritthöchsten Stimmenzahl hinter zwei Yokusankai-Kandidaten einen Sitz.
Nachdem Tōhōkai von der Besatzungsmacht 1945 aufgelöst worden war, leitete Honryō Shinjirō eine Zeit lang eine (Shin Nihon Kensetsu Dōshikai, 新日本建設同志会, Gesellschaft für den Aufbau des neuen Japans) von zwei Bewegungen, die aus Tōhōkai entstanden.
Nach dem Zweiten Weltkrieg war Honryō Shinjirō Berater der Demokratischen Partei Japans und Direktor der Japanischen Rugby Fußballunion (jap. 日本ラグビーフットボール協会; Nihon Ragubī Futtobōru Kyōkai).